# 브라더 (2021년 영화)
《브라더》는 2021년에 개봉한 대한민국의 영화이다.

## 캐스팅
- 조재윤 : 정용식 역
- 정진운 : 신강수 역
- 조원희 : 최진종 역
- 정인기 : 최 형사 역
- 노수산나 : 양미경 역
- 김문수 : 마 형사 역
- 박경복 : 우 형사 역
- 김영조 : 김두석 역
- 이재용 : 최 과장 역 (특별출연)
- 변정수 : 문 실장 역 (특별출연)
- 민준현 : 광수대 경찰 역 (특별출연)
- 남정희 : 용식 모 역 (특별출연)